# Help! (piosenka)
Help! – piosenka zespołu The Beatles będąca tytułowym utworem z albumu Help! oraz filmu. Utwór został wydany jako singel, który znajdował się przez trzy tygodnie na pierwszym miejscu list przebojów zarówno w Wielkiej Brytanii jak i USA.
Piosenka „Help!” jest autorstwa duetu Lennon/McCartney. Głównym pomysłodawcą utworu był John Lennon.
W 2004 utwór został sklasyfikowany na 29. miejscu listy 500 utworów wszech czasów magazynu Rolling Stone.

## Lista utworów
| 1. | „Help!”    | 2:18  |
|    |            |       |
| 2. | „I'm Down” | 2:18  |
|    |            |       |
|    |            | 04:36 |
|    |            |       |

## Inne wersje
- 1984 – Tina Turner nagrała balladową wersję piosenki (z The Crusaders); singiel z utworem dotarł do #40 na UK Singles Chart[2]